# Buathra perplexa
Buathra perplexa là một loài tò vò trong họ Ichneumonidae.